# Sozialismuskritik
Der Begriff Sozialismuskritik bezeichnet – analog zur Kapitalismuskritik – die Kritik einer gesellschaftlichen Produktionsweise, die sich ihrem Selbstverständnis nach als sozialistische versteht, aber von Systemkritikern als eine neuartige Gesellschaftsformation mit Klassencharakter analysiert wird. Ins Visier ihrer Kritik geraten insbesondere die „Arbeiterbürokratie“ bzw. „Monopolbürokratie“ als eine neue herrschende Klasse, die über die kollektivierten Produktionsmittel verfügt. Die Sowjetunion und die von ihr abhängigen sozialistischen Länder wurden von Sozialismuskritikern als „bürokratisch degenerierter Arbeiterstaat“ (Leo Trotzki), „Monopolsozialismus“ (Kuron/Modzelewski), „Staatskapitalismus“ (Tony Cliff) oder „real existierender Sozialismus“ (Rudolf Bahro) bezeichnet.
Die Kritik ist zumeist eine immanente Kritik, die vorherige Parteigänger und Anhänger der sozialistischen Lehre artikulieren. Leo Trotzkis „Verratene Revolution“ und Djilas’ „Neue Klasse“ zählen zu den frühen Publikationen, die eine derartige Sozialismuskritik formulierten.

## Fjodor Michailowitsch Dostojewski
„Dostojewski verurteilte die Idee des Sozialismus, die er vollständig kannte, weil er selbst in der Jugend Sozialist und Mitglied des revolutionären Zirkels um Michail Petraschewski war“, meint der Slawist Ludolf Müller. Einerseits machte der russische Schriftsteller ähnlich Heinrich Heine in der Kritik an die Radikalen, die Bedeutung der Kunst als Anästhetikum geltend und erkannte in provokanten Formeln wie „ein Paar Stiefel sei wichtiger als Shakespeare und eine Eierverkäuferin nötiger als Puschkin“ des Nihilisten Dmitri Iwanowitsch Pissarew den Versuch die Kunst durch das allgemeine Glück überflüssig werden zu lassen. Die persönliche Freiheit – das heißt die Wahl einer Entscheidung mit allen möglichen Konsequenzen zu treffen – schätzte er besonders hoch, weshalb er seit Verbrechen und Strafe gegen die aufkommende Milieutheorie der gerade entstehenden Soziologie polemisierte. Gleichzeitig erkannte er im Atheismus der russischen Frühsozialisten den Kern ihrer Vorstellung von Perfektibilität und in der daran anschließenden Forderung nach einer Revolution mit der Errichtung einer utopischen Ordnung das Ende der Freiheit durch die Durchrationalisierung des menschlichen Zusammenlebens, wofür er in seinem Roman Böse Geister das Bild vom Kristallpalast aus Nikolai Gawrilowitsch Tschernyschewski Roman Was tun? aufgriff und nicht als Ausdruck menschlicher Schöpferkraft und Selbstbefreiung durch Technik wertete, sondern als Fortschrittsglauben, Materialismus, Ausdruck von Sterilität und Durchrationalisierung der Massen, womit er seinen Einspruch für die Fehlbarkeit des Menschen geltend machte. Gemeinsam mit dem Oberhaupt des russischen Konservatismus im Zarenreich und Unterstützer einer autokratischen Herrschaft Konstantin Petrowitsch Pobedonoszew entwickelte er im Magazin Der Staatsbürger eine antiliberale wie antisozialistische Vorstellung von der russischen Orthodoxie und dem Zarenreich als Träger heilsgeschichtlicher Sendung. Die Begegnung mit Wladimir Sergejewitsch Solowjow führte ihn zu einer ethischen Kritik am Sozialismus, wonach er seine Ablehnung zwar beibehielt, jedoch andere Akzente setze.
Stark beeinflusst durch Dostojewskis Lektüre war der deutsche Philosoph Friedrich Nietzsche, ein Zeitgenosse von Marx und Engels, der ihre Schriften hingegen nicht gelesen hatte. 1878 wies er darauf hin, dass der Sozialismus der jüngere Bruder des fast abgelebten Despotismus sei, den er beerben wolle. Er brauche eine Fülle an Staatsgewalt und strebe die Vernichtung des Individuums an. Der erwünschte cäsarische Gewaltstaat brauche die untertänigste Niederwerfung aller Bürger und könne sich nur durch äußersten Terrorismus Hoffnung auf Existenz machen. Er bereite sich im Stillen auf eine Schreckensherrschaft vor und verwende missbräuchlich den Begriff der Gerechtigkeit. Der Sozialismus lehre die Gefahr der Anhäufung von Staatsgewalt und werde den Ruf nach so wenig Staat wie möglich provozieren.

## Liberale Kritik
Vertreter des Liberalismus wie etwa Friedrich August von Hayek (Der Weg zur Knechtschaft, Wissenschaft und Sozialismus) oder Ludwig von Mises kritisieren den Sozialismus vor allem wegen dessen Einschränkung der Freiheit. Sozialismus sei immer mit Zwang verbunden und deshalb per se ungerecht.

## Mangelnde wirtschaftliche Effizienz
Seit dem Beginn der Auseinandersetzung in Frankreich zwischen der politischen Ökonomie und dem Sozialismus wurde den sozialistischen Kritikern der Marktwirtschaft vorgeworfen, dass sie über keine praxistauglichen Alternativen verfügten, bzw. dass verschiedene bereits gemachte Experimente schmählich gescheitert seien. Unter den neueren Ökonomen warf dann Eugen von Böhm-Bawerk, ein Vertreter der Österreichischen Schule, in Kapital und Kapitalzins (1884–1902) dem Marxismus gegenüber erstmals wieder das Problem der Wirtschaftsrechnung im Sozialismus auf, welches Argument von Ludwig von Mises in der Folge weiterhin ausgebaut wurde. Der Sozialismus negiert den gesamten Marktprozess und damit fehlen Marktpreise, die Signale für Knappheit sind. Wenn diese fehlen, gibt es damit keinerlei Möglichkeit, Investitionsalternativen rational zu bewerten wie Mises aus seiner Handlungstheorie heraus deduktiv herleiten kann. Allerdings kommt es in einer gemischten Wirtschaftsform mit Interventionen letztlich zum gleichen Problem, nur moderater, da in dem Ausmaß wie der Staat in den freien Markt eingreift, auch hier die Bildung von sinnvollen Preisen durchkreuzt und damit die Richtung der Produktion verändert wird. Der Regierung bleiben dann nur die beiden Möglichkeiten entweder zu einem freien Markt zurückzukehren oder aber zu versuchen durch weitere Interventionen, die ihrerseits wieder den wettbewerbliche Struktur der Marktpreise stören, die Schieflage zu korrigieren. Die Wirtschaft jedes interventionistischen Staates ist daher unvermeidlich instabil.
Milton Friedman betont, dass sozialistisch gesteuerte Volkswirtschaften generell qualitativ schlechtere Produkte zu höheren Preisen produzieren.

## Mangelnde Individualrechte und Rechtsstaatlichkeit
Nach Ansicht von Mises’ Schüler Friedrich August von Hayek kollidiert die Vergesellschaftung der Produktionsmittel zwangsläufig mit den Individualrechten und der Rechtsstaatlichkeit. Die Wahrung der Rechtsstaatlichkeit würde eine Selbstbeschränkung der Planungsbehörden erfordern, zu der diese nicht in der Lage seien, da sie sonst ihren Aufgaben nicht nachkommen könnten.
Der Ökonom Jürgen Pätzold formuliert es so: „Die zentrale Planung verlangt in gesellschaftspolitischer Hinsicht den Kollektivismus und in staatspolitischer Hinsicht den Totalitarismus des Einparteiensystems. Eine Marktwirtschaft erfordert dagegen, soll sie funktionieren, die Einbettung in ein System politischer und ökonomischer Freiheiten. Ein vergleichbares System der Freiheiten ist mit der Zentralverwaltungswirtschaft unvereinbar. Die Handlungs- und Bewegungsfreiheit der Individuen bildet in der zentral verwalteten Wirtschaft einen latenten Störfaktor, den der Staat zurückzudrängen sucht.“

## Jean Baudrillard
Der poststrukturalistische Soziologe und Philosoph Jean Baudrillard kritisiert in Die göttliche Linke – Chronik der Jahre 1977–1984 mit Blick auf die französischen Verhältnisse die aus seiner Sicht nicht mehr zeitgemäßen Ziele des Sozialismus. Während der Sozialismus noch immer von einer transparenten und kohärenten Gesellschaft träume, hätten die Menschen ein solches Bedürfnis nach Anschluss, Kontakt und Kommunikation kaum noch. Nach dem Philosophen Wolfgang Welsch könne ein Baudrillard diese Sozialismus-Kritik schwerlich äußern. Baudrillards Kritik sei dabei bloß narzisstisch und ein Vehikel, um seine eigene antiquierte Diagnose als aktuell erscheinen zu lassen.

## Anarchistische Kritik
Schon Bakunin stritt mit Marx über die Rolle der politischen Herrschaft, gleich welcher Art, ob Absolutismus oder Diktatur des Proletariats. Die Zerschlagung des Kapitalismus müsse mit der Zerschlagung des Staates zugleich erfolgen. Er befürchtete, dass der marxistische Sozialismus die Beherrschung der Massen durch einen Staatssozialismus fortsetzen werde. Anarchisten wie Victor Serge waren zunächst Parteigänger Lenins in der Russischen Revolution, solidarisierten sich aber mit dem Kronstädter Matrosenaufstand gegen die Parteibürokratie und traten unter Stalins Herrschaft mehr und mehr in Opposition zum sowjetischen Herrschaftssystem.

## Trotzkistische Kritik
Während Trotzki die Sowjetunion noch als einen – zwar „bürokratisch degenerierten“ – Arbeiterstaat ansah, verbreitete Tony Cliff und die von seinen Ideen beeinflusste International Socialist Tendency die Version eines staatskapitalistischen Systems mit allen Merkmalen kapitalistischer Klassenherrschaft.

## Budapester Schule
Die Budapester Schule um Ágnes Heller und Ferenc Fehér analysierte mit marxistischem Instrumentarium die Sowjetgesellschaften als totalitäre Systeme mit einer „Diktatur über die Bedürfnisse“.

## Kritik des real existierenden Sozialismus
Eine marxistisch fundierte Analyse und Kritik des „real existierenden Sozialismus“ als einer „nichtkapitalistischen“ Klassengesellschaft unter der Diktatur von Partei und Bürokratie legte das SED-Mitglied Rudolf Bahro 1977 mit seiner bekannten Publikation „Die Alternative“ vor.
Nach dem Scheitern der realsozialistischen Gesellschaftsform unter Hegemonie der Sowjetunion zum Beginn der 1990er Jahre hat der Sozialwissenschaftler Ulrich Knappe 2018 den Versuch unternommen, das ökonomische Wesen dieses vergangenen „paradoxen“ Sozialismus mit Hilfe der Marxschen Gesellschaftsanalyse am Beispiel von Russland (Sowjetunion) und China zu entziffern.